# Myrmoborus
Myrmoborus är ett fågelsläkte i familjen myrfåglar inom ordningen tättingar. Släktet omfattar fem arter som förekommer i Amazonområdet i Sydamerika:
- Vitbrynad myrfågel (M. leucophrys)
- Várzeamyrfågel (M. lugubris)
- Svartmaskad myrfågel (M. myotherinus)
- Svartstjärtad myrfågel (M. melanurus)
- Tofsmyrfågel (M. lophotes) – placerades tidigare i Percnostola